# Léonard Rosenthal
Léonard Rosenthal, también conocido como LéoRo (nacido el 19 de diciembre de 1874 en Grozny y fallecido en 1955), fue un comerciante de diamantes y hombre de negocios francés originario de Daguestán. Estuvo vinculado con figuras como Henri Barbusse, Jean Perrin, Paul Painlevé, Anatole France y Paul Léautaud.

## Biografía
El padre de Léonard, un comerciante próspero de origen judío de las montañas, nació en 1845 en Grozny o Vladikavkaz. Para escapar del ejército imperial ruso, llevó a su familia a Turquía, donde adquirieron la nacionalidad otomana y adoptaron un apellido germánico. La familia hablaba ruso y un dialecto árabe.
A los catorce años, Léonard dejó a su familia para trasladarse a París, donde se dedicó al comercio de perlas finas y estudió en la Escuela Comercial de la Rue Trudaine. Posteriormente, trabajó en la cristalería Baccarat, ubicada en la Rue de Paradis. En la década de 1900, junto a sus hermanos menores, compró perlas en Venezuela y Bahréin, y negoció gemas para clientes como el maharajá Hari Singh. Su éxito le permitió traer a toda su familia de Rusia y dedicarse al mecenazgo artístico y científico. A partir de la década de 1920, comenzó a involucrarse en el sector inmobiliario.

## El Normandie
En los años 1920, fundó la Sociedad de Grandes Edificios para renovar el Cine de los Campos Elíseos, que se convirtió en Le Normandie y más tarde en UGC Normandie. Actualmente, la entrada del edificio en el 116 bis de la avenida es la sede del cabaret Le Lido. Los dos últimos pisos del edificio, con una forma de acordeón y color rosa, fueron habitados por Adolphe antes de convertirse en las oficinas de Radio París.

## Las Arcadas de los Campos Elíseos
En 1924, adquirió y renovó un edificio construido en 1905 por Gustave Rives para Georges Dufayel, el fundador de los Grandes Almacenes del mismo nombre. Rosenthal creó un pasaje de 120 metros de largo y 15 metros de ancho. Aunque el arquitecto Charles Lefebvre falleció durante la obra, sus colaboradores Jullien y Louis Duhayon completaron el proyecto. La construcción empleó a 500 trabajadores y utilizó 500 toneladas de acero, 11,500 toneladas de cemento y 1,000 m³ de piedra. La inauguración tuvo lugar el 1 de octubre de 1926.

## Los Portiques
Este proyecto, dirigido por el arquitecto Grossard y los ingenieros Édouard Perrin y Adolphe Rosenthal, se inauguró el 5 de abril de 1928 en el 79 de la avenida de los Campos Elíseos, con la presencia del ministro de Instrucción Pública, Édouard Herriot.

## La Voie Triomphale
En 1926, Léonard financió un concurso privado para la remodelación de la Porte Maillot, con el objetivo de crear una entrada monumental a París. Robert Mallet-Stevens, Henri Sauvage y Le Corbusier presentaron sus propuestas, pero el proyecto no fue aprobado. Le Corbusier perfeccionó su idea, que presentó en 1933 en el Congreso Internacional de Arquitectura Moderna en Atenas, influenciando el futuro desarrollo de La Défense.

## La caída y la Segunda Guerra Mundial
La crisis económica de los años 1930 llevó a la quiebra de la empresa familiar "Léonard Rosenthal y hermanos" en 1934. Durante la Segunda Guerra Mundial, su hermano Adolphe fue asesinado en 1941, y su hermana murió en el campo de concentración de Ravensbrück. Léonard huyó a Nueva York, donde reconstruyó parte de su fortuna mediante el comercio de perlas cultivadas. Su hijo Jean se unió a las Fuerzas Francesas Libres y fue nombrado Compagnon de la Libération.

## Familia
- Jean Rosenthal (1906-1993), su hijo mayor, fue condecorado con el más alto grado de la Legión de Honor.
- Rachel Rosenthal (1926-2015), su hija con su segunda esposa, fue una artista reconocida.

## Filmografía
- 1930: Romance sentimentale, cortometraje de Serguéi Eisenstein (productor).

## Literatura
Inspiró a Jean Giraudoux el personaje de Moisés en Églantine.

## Obras
- Au Royaume de la Perle (1919).
- Faisons fortune (1924).
- Au Jardin des Gemmes (1925).
- L'Esprit des affaires (1925).
- Quand le bâtiment va (1928).